# Kelle-Bidjocka
Kelle-Bidjocka est un village de la Région du Centre du Cameroun. Il est localisé dans l'arrondissement de Messondo. On y accède par la piste rurale qui lie Messondo à Mbengue et à Sodibanga.

## Population et société
En 1963, la population de Kelle-Bidjocka était de 235 habitants. Kelle-Bidjocka comptait 306 habitants lors du dernier recensement de 2005. La population est constituée pour l’essentiel de Bassa.